# Шандор Андрій Арпадович
Андрі́й Арпа́дович Ша́ндор (нар. 5 січня 1966 року) — колишній український футбольний суддя. Арбітр ФІФА, судить у Прем'єр-лізі. Заступник голови Федерації футболу Львівщини. Завуч СДЮШОР «Карпати» (Львів). Найкращий футбольний арбітр України 2002/03, 2004/05 і 2006/07 років за версією газети «Команда», найкращий арбітр України сезону 2008/09 за версією Прем'єр-ліги.

## Кар'єра
Обслуговував місцеві змагання любителів з 1992 року, аматорів України — з 1993 року. Арбітр другої ліги з 1995, першої ліги з 1998 року. З 2000 року судить у найвищій лізі України. Представляв місто Львів. Арбітр ФІФА з 2002 року.
Хобі: колекціонерство, мандрівки.

## Особисте життя
Андрій Шандор є сином колишнього футболіста низки українських команд Арпада Шандора, сином Андрія Шандора є український футбольний арбітр Олександр Шандор.

## Статистика сезонів в елітному дивізіоні
Дані з урахуванням сезону 2008/09
І — ігри, Ж — жовті картки, Ч — червоні картки, П — призначені пенальті
| Сезон   | І  | Ж  | Ч | П |
| ------- | -- | -- | - | - |
| 1999/00 | 1  | 5  | - | 1 |
| 2000/01 | 5  | 23 | - | 1 |
| 2001/02 | 10 | 46 | 2 | 8 |
| 2002/03 | 12 | 62 | 2 | 3 |
| 2003/04 | 15 | 67 | 3 | 3 |
| 2004/05 | 11 | 57 | 4 | 4 |
| 2005/06 | 17 | 76 | 1 | 4 |
| 2006/07 | 13 | 68 | 2 | 4 |
| 2007/08 | 16 | 65 | 2 | 3 |
| 2008/09 | 15 | 48 | 2 | 9 |
| 2009/10 | 13 | 47 | 2 | 4 |